# Portola Valley
Portola Valley és una ciutat del comtat de San Mateo a l'estat de Califòrnia. Segons el cens del 2000 tenia 4.462 habitants.

## Demografia
Segons el cens del 2000 Portola Valley tenia 4.462 habitants, 1.700 habitatges, i 1.268 famílies. La densitat de població era de 188,3 habitants/km².
Dels 1.700 habitatges en un 29,8% hi vivien nens de menys de 18 anys, en un 69,2% hi vivien parelles casades, en un 4% dones solteres, i en un 25,4% no eren unitats familiars. En el 19,9% dels habitatges hi vivien persones soles el 13,3% de les quals corresponia a persones de 65 anys o més que vivien soles. El nombre mitjà de persones vivint en cada habitatge era de 2,58 i el nombre mitjà de persones que vivien en cada família era de 2,93.
Per edats la població es repartia de la següent manera: un 22,9% tenia menys de 18 anys, un 3,2% entre 18 i 24, un 19,4% entre 25 i 44, un 33,4% de 45 a 60 i un 21% 65 anys o més.
L'edat mediana era de 48 anys. Per cada 100 dones de 18 o més anys hi havia 91,7 homes.
La renda mediana per habitatge era de 158.217 $ i la renda mediana per família de 180.893 $. Els homes tenien una renda mediana de 100.000 $ mentre que les dones 92.585 $. La renda per capita de la població era de 99.621 $. Entorn de l'1,4% de les famílies i el 2,3% de la població estaven per davall del llindar de pobresa.

## Poblacions més properes
El següent diagrama mostra les poblacions més properes.